# Devil May Cry (serie de televisión)
Devil May Cry es una serie de televisión de acción, fantasía urbana y animación para adultos surcoreana-estadounidense, basada en la franquicia japonesa de videojuegos del mismo nombre de Capcom. Creada por Adi Shankar y producida por Studio Mir, la serie tiene previsto su estreno el 3 de abril de 2025, estreno en Netflix.
El tema principal musical para la serie es la canción de la banda de rock y hip Hop estadounidense Limp Bizkit "Rollin' (Air Raid Vehicle)".
El 10 de abril de 2025, la serie fue renovada para una segunda temporada.

## Reparto
- Johnny Yong Bosch como Dante

## Producción
A finales de 2018, Adi Shankar anunció que produciría la adaptación de la serie de televisión Devil May Cry para Netflix. Alex Larsen fue contratado como guionista de la serie.La primera temporada constará de 8 episodios.
A finales de septiembre de 2023, se lanzó el primer teaser durante el livestream Drop 01 de Netflix.Poco después, el actor de doblaje inglés de Dante, Reuben Langdon, reveló que no se le había pedido que repitiera su papel. En septiembre de 2024 se reveló que Johnny Yong Bosch, que da voz a Nero en los juegos, asumiría el papel de Dante en la serie.

## Lanzamiento
En septiembre de 2023, se publicó un primer tráiler junto con la noticia de que Studio Mir produciría y animaría la serie. El 19 de septiembre de 2024 se publicó un segundo tráiler En enero de 2025, se desveló la secuencia de introducción de la serie, que incluía la canción "Rollin' (Air Raid Vehicle)'" de Limp Bizkit, y se fijó el 3 de abril como fecha de estreno